# Lébedi
Lébedi (del ruso: Лебеди) es un jútor del raión de Kalíninskaya del krai de Krasnodar en el sur de Rusia. Está situado en el conjunto de marismas y limanes que forman la desembocadura del río Kirpili, 34 km al noroeste de Kalíninskaya y 87 km al noroeste de Krasnodar, la capital del krai. Tenía 1 755 habitantes en 2010.
Pertenece al municipio Grívenskoye.